# Aziatische essenprachtkever
De Aziatische essenprachtkever (Agrilus planipennis) is een kever die behoort tot de familie prachtkevers (Buprestidae).

## Beschrijving
Dit insect lijkt door het sterk gekielde lichaam en strakke vormen meer op een cicade dan op een kever. Het lichaam is zowel aan de boven- als onderzijde geheel groen van kleur met een metaalachtige glans. De dekschilden zijn wat donkerder, het borststuk neigt meer naar rood. De lengte exclusief tasters is ongeveer 8 - 14 millimeter. Uiterlijk lijkt de soort sterk op de eikenprachtkever (Agrilus biguttatus), die tot hetzelfde geslacht behoort. Een belangrijk verschil is echter dat deze laatste soort vier witte vlekjes op de dekschilden heeft, die de Aziatische essenprachtkever mist.
De larve is melkwit, wormachtig en sterk gesegmenteerd. De kop is niet veel groter dan de segmenten maar steekt wat af door een geeloranje kleur.

## Algemeen

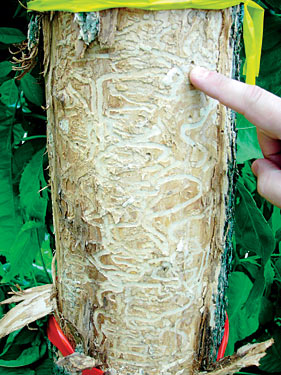
Schadebeeld.

De Aziatische essenprachtkever komt oorspronkelijk uit Eurazië tot in China en Japan voor, maar zich heeft verspreid naar onder andere de Verenigde Staten en Canada. Sinds zijn komst in de jaren negentig heeft de kever zo'n zes miljoen bomen geveld, en blijft zich verspreiden. De kever zelf is niet zo schadelijk, maar de larve eet de bast van soorten als zachte es (Fraxinus pennsylvanica). De boom wordt daarbij vaak volledig geringd, waardoor de bast eraf valt en de boom sterft. In het natuurlijke verspreidingsgebied eten de larven ook andere plantensoorten, maar hierbuiten is dit niet waargenomen.